# Megophrys kobayashii
Megophrys kobayashii е вид земноводно от семейство Megophryidae. Видът е почти застрашен от изчезване.

## Разпространение
Разпространен е в Малайзия.